# Андрієшень (комуна)
Андрієшень, Андрієшені (рум. Andrieșeni) — комуна у повіті Ясси в Румунії. До складу комуни входять такі села (дані про населення за 2002 рік):
- Єпурень (90 осіб)
- Андрієшень (1704 особи) — адміністративний центр комуни
- Бухеєнь (567 осіб)
- Глевенешть (860 осіб)
- Дрегенешть (161 особа)
- Спінень (648 осіб)
- Финтинеле (405 осіб)

Комуна розташована на відстані 355 км на північ від Бухареста, 47 км на північний захід від Ясс.

## Населення
За даними перепису населення 2002 року у комуні проживали 4435 осіб. Усі жителі комуни рідною мовою назвали румунську.
Національний склад населення комуни:
| Національність | Кількість осіб | Відсоток |
| -------------- | -------------- | -------- |
| румуни         | 4434           | > 99,9%  |
| цигани         | 1              | < 0,1%   |

Склад населення комуни за віросповіданням:
| Релігія       | Кількість осіб | Відсоток |
| ------------- | -------------- | -------- |
| православні   | 4356           | 98,2%    |
| адвентисти    | 59             | 1,3%     |
| старообрядці  | 11             | 0,2%     |
| п'ятдесятники | 2              | < 0,1%   |